# Stege gamle Rådhus
Stege gamle Rådhus er et tidligere rådhus på Torvet i Stege på øen Møn, sydøst for Sjælland. Det er tegnet af M.G.B. Bindesbøll og blev opført i renæssancestil i 1854. Det var i brug frem til 1968 og er nu fredet.

## Historie
Byens tidligere rådhus lå i Storegade 46. I 1854 blev bygningen opført i Storegade 39 ud til Torvet efter tegninger af Michael Gottlieb Bindesbøll. Her lå tidligere en købmandsgård, der havde undgået ødelæggelserne ved bybranden i 1774.
I 1870 blev der opført et arresthus bag rådhuset, som var i brug frem til 1951.
Rådhuset blev brugt frem til 1968, hvor hele Møn blev lagt sammen til én kommune, flyttede man rådhuset til Storegade nr. 56 på den anden side af vejen. Herefter blev bygningen kun brugt til politistation, indtil denne også blev flyttet til nr. 56 i 2008.
Bygningen blev fredet i 1971.
Indtil 1995 var der fortsat bitingsted i rådhuset, og det blev brugt til foged- og skiftesager.

## Beskrivelse
Rådhuset er opført i renæssancestil. Det er i to etager med sadeltag. Det er bygget i røde teglsten og har kridtstensbånd ved toppen og bunden af vinduerne. I midten af bygningen, ud mod torvet er et ottekantet tårn med kuppelspir med kobbertag. Umiddelbart under kuplen sidder et ur ud mod Torvet.
- Bindesbølls tegninger
- Fotografi af Kristian Hude fra 1912